# Épreuve de rallycross de Lessay
Épreuve suivante

L'épreuve de rallycross de Lessay est une course automobile sur circuit qui fait partie du championnat de France de rallycross. Fondée en 2019, cette épreuve est actuellement organisée sur le circuit de Lessay, en Manche.

## Records de la piste
- Supercar :  David Vincent en 0 min 34 s 416 (2022,  Peugeot 208 I RX)
- Super 1600 :  Jimmy Terpereau en 0 min 36 s 617 (2022,  Citroën C2 S1600)
- Division 3 :  Nicolas Beauclé en 0 min 35 s 368 (2022,  Mercedes-Benz Classe A (Type 176))
- Division 4 :  Anthony Mauduit en 0 min 37 s 475 (2022,  Renault Clio III RS)

## Spécificités
D'une longueur de 886 mètres et d'une largeur de 12 à 15 mètres, la piste est composée, à 45 % de terre, et 55 % d’asphalte. La longueur de la ligne droite de départ est de 200 mètres, tandis que le tour Joker, en disposition extérieure ajoute 54 mètres au tracé normal.

« Il est plus difficile qu’on le pense. Il est facile d’y prendre un faux rythme et d’avoir du mal à comprendre pourquoi. »

— Fabien Pailler

## Palmarès

### Par année
| Saison | Supercar                                  | Super 1600                                | Division 3                                      | Division 4                                |
| ------ | ----------------------------------------- | ----------------------------------------- | ----------------------------------------------- | ----------------------------------------- |
| 2019   | Samuel Peu Peugeot 208 I RX               | Yuri Belevskiy Audi A1                    | David Vincent Renault Clio IV V6 T3F            | Xavier Goubill Peugeot 306 Maxi           |
| 2020   | Annulé à cause de la pandémie de Covid-19 | Annulé à cause de la pandémie de Covid-19 | Annulé à cause de la pandémie de Covid-19       | Annulé à cause de la pandémie de Covid-19 |
| 2021   | David Vincent Peugeot 208 I RX            | Jimmy Terpereau Citroën C2 S1600          | Maxime Sordet Citroën DS3                       | Jean-François Blaise Renault Clio IV      |
| 2022   | David Vincent Peugeot 208 I RX            | David Bouet Citroën C2 S1600              | Nicolas Beauclé Mercedes-Benz Classe A Type 176 | Anthony Mauduit Renault Clio III RS       |
| 2023   | Davy Jeanney Hyundai i20 II               | Jimmy Terpereau Škoda Fabia II S1600      | Nicolas Beauclé Mercedes-Benz Classe A Type 176 | Tom Daunat Peugeot 206                    |
| 2024   | Jonathan Pailler Peugeot 208 I WRX        | Nicolas Eouzan Renault Twingo II S1600    | Nicolas Beauclé Mercedes-Benz Classe A Type 176 | Luc Derrien Honda Civic VIII Type R       |